# Rivière Kayakawakamau
Rivière Kayakawakamau är ett vattendrag i Kanada.   Det ligger i provinsen Québec, i den östra delen av landet, 1 200 km nordost om huvudstaden Ottawa.
Trakten runt Rivière Kayakawakamau är nära nog obefolkad, med mindre än två invånare per kvadratkilometer.